# Lubna Tahtamouni
Lubna Hamid Tawfiq Tahtamouni (arabisch لبنى حامد توفيق تهتموني, DMG Lubnā Ḥāmid Taufīq Tahtamūnī; geboren am 24. Januar 1976) ist eine jordanische Biologin, die vor allem für ihre Arbeit in den Bereichen Entwicklungsbiologie und Krebsforschung ist. Sie ist Leiterin des Fachbereichs für Biologie und Biotechnologie an der Haschemitischen Universität in Zarqa, Jordanien. Tahtamouni erhielt mehrere Auszeichnungen für ihre Arbeit zum Thema Brustkrebs und ist bekannt als Befürworterin dafür, dass junge Frauen in der arabischen Welt eine wissenschaftliche Karriere wählen können. Im Jahr 2016 wurde sie in der Serie 100 Women der BBC porträtiert.

## Leben und Werk

### Familie und Ausbildung
Lubna Tahtamouni war das dritte von sechs Kindern und wuchs in Irbid im Norden Jordaniens auf, einer Stadt, die für ihre gut ausgebildeten Einwohner bekannt ist. Sie besuchte die Universität von Jordanien, dort erwarb sie 1997 einen Bachelor- und 2000 einen Master-Abschluss. Aufgrund ihrer guten Ergebnisse wurde sie als Undergraduate in ein Biologie-Programm aufgenommen. Für ihren Master-Abschluss spezialisierte sie sich bei Hameed Al Haj auf Entwicklungs- und Reproduktionsbiologie.
2005 wurde sie an der Colorado State University in den Vereinigten Staaten promoviert. Sie arbeitete in der Arbeitsgruppe von James Bamburg und beschäftigte sich mit der Migration von embryonalen und metastatischen Zellen.

### Wissenschaftliche Karriere
Nach dem Abschluss ihrer Doktorarbeit kehrte Tahtamouni nach Jordanien zurück, um die Institutionen zu unterstützen, die ihren Umzug in die Vereinigten Staaten unterstützten, sowie um junge Frauen für ein naturwissenschaftliches Fortgeschrittenenstudium zu begeistern. 2008 wurde sie zur Direktorin einer Arbeitsgruppe für Mikroskopie an der Haschemitischen Universität in Zarqa ernannt, für die sie Mittel akquirieren konnte. Sie leitete zudem Workshops zur Antragstellung für neue Dozenten, um ihre Chancen auf Forschungsfinanzierung zu erhöhen. Sie verbrachte mehrere Sommer in Australien und den Vereinigten Staaten, um zu den aktuellen Forschungsmethoden auf dem Laufenden zu bleiben.
Im Jahr 2011 wurde sie zur Leiterin des Fachbereichs Biologie und Biotechnologie der Haschemitischen Universität. Im gleichen Jahr erhielt sie ein L'Oreal-UNESCO Pan-Arab Regional Fellowship for Women in Science und einen OWSD Award for Young Women Scientists from the Developing World für ihre Arbeit an Brustkrebs, der 35 % aller Krebstodesfälle in Jordanien ausmacht. Im Jahr 2015 wurde sie in die Jordan's Women in Science Hall of Fame der US-Botschaft in Jordanien aufgenommen. 2016 wurde sie in der Serie 100 Women der BBC porträtiert. Ab 2016 beschäftigen sie sich mit aktinbindenden Proteinen in Kükenembryonen und Brustkrebs, Anomalien des menschlichen Spermienchromatins und den Auswirkungen von oxidativem Stress auf den Zellstoffwechsel.
Sie setzt sich dafür ein, dass Frauen trotz sozialer Normen, Ehe und Kinderwunsch ihren eigenen Karriereweg wählen können. Sie unterstützt zudem Gesetze zur Unterstützung von Frauen in der Arbeitswelt wie den Mutterschaftsurlaub und Kinderbetreuungsangebote. In einem Interview sagte sie, dass „Jordanien sehr freizügig ist, wenn es um die Bildung und Arbeit von Frauen geht, aber traditionell sind die Prioritäten der Frauen vordefiniert: ihr Mann, ihre Kinder und ihr Haushalt“. Sie stellte fest, dass 71 von 80 Studenten in ihrer Studentenklasse Frauen waren, aber nur drei davon gingen in ein Masterprogramm und nur eine schloss das Studium mit einer Promotion ab. Sie ermutigt ihre Schülerinnen, von denen viele Frauen aus benachteiligten Gebieten Jordaniens sind, im Ausland zu studieren, um sowohl ihre wissenschaftlichen als auch ihre kulturellen Erfahrungen zu erweitern.

## Auszeichnungen
- Erster Platz der Student Scientific Research Competition, King Abdallah Fund for Development, Hashemite University, 2008.
- King Hussein Institute for Biotechnology and Cancer (KHIBC) Scholar, 2009.
- Organization for Women in Science for the Developing World (OWSD) Award for Young Women Scientists in Biology for the Arab Region, 2011.
- L'OREAL-UNESCO For Women in Science Pan-Arab Regional Fellowship, 2011
- College of Natural Sciences Summer International Scholars Program Award, 2012
- Colorado State University Distinguished International Alumni Award, 2013[10]

## Belege
1. 1 2 3 4 5  Dana Wilkie: Women Making Their Marks. In: International Educator. November 2016, abgerufen am 8. Dezember 2016.
2. 1 2 3  Lubna H. T. Tahtamouni. In: Hashemite University. Abgerufen am 8. Dezember 2016.
3. 1 2 3 4  Amal Al Harithi: Dr. Lubna Tahtamouni, One of The Top 10 Scientists In The World. In: Arab Woman Platform. 3. Mai 2015, abgerufen am 8. Dezember 2016.
4. 1 2 3 4  Nevine El Shabrawy, Al Masry Al Youm: Beirut Conference Awards Arab Women in Science. In: Arab America. 19. Oktober 2011, abgerufen am 8. Dezember 2016 (amerikanisches Englisch).
5. 1 2 3 4  Matthew Reisz: Worldwide acclaim for ground breaking local heroines. In: Times Higher Education. 8. Dezember 2011, abgerufen am 8. Dezember 2016.
6. ↑  Jordanian awarded Fellowship by L'Oréal-UNESCO For Women in Science Program. In: Ammon News. 13. Oktober 2011, abgerufen am 10. Dezember 2016.
7. ↑  Women in Science Hall of Fame – 2015. In: U.S. Embassy in Jordan. 12. Januar 2015, abgerufen am 8. Dezember 2016 (amerikanisches Englisch).
8. ↑  BBC 100 Women 2016: Who is on the list? In: BBC News. 21. November 2016, abgerufen am 8. Dezember 2016 (britisches Englisch).
9. 1 2  Louise Sarant: Empowering Arab female scientists. In: Nature Middle East. 7. Mai 2013, doi:10.1038/nmiddleeast.2013.67 (online).
10. ↑  Lubna H. T. TahtamouniAwards/Prizes/Orders. In: staff.hu.edu.jo. Abgerufen am 28. Oktober 2020.

| Personendaten    | Personendaten                                           |
| ---------------- | ------------------------------------------------------- |
| NAME             | Tahtamouni, Lubna                                       |
| ALTERNATIVNAMEN  | لبنى تهتموني (arabisch); Tahtamouni, Lubna Hamid Tawfiq |
| KURZBESCHREIBUNG | jordanische Biologin und Krebsforscherin                |
| GEBURTSDATUM     | 24. Januar 1976                                         |